# Takács Nóra
Takács Nóra (Vásárosnamény, 1984. szeptember 25. –) magyar műsorvezető, szépségszakértő, modell.

## Élete
Takács Nóra édesanyja tanítónő, édesapja hivatásos katona, akit sokszor áthelyeztek, ezért gyermekkora költözéssel telt. Családjával lakott Jászberényben, Budapesten, Szentesen és Cegléden. Végül Cegléden fejezte be általános iskolai tanulmányait, és ott is érettségizett 2003-ban a Kossuth Lajos Gimnáziumban. Későbbi tanulmányait Budapesten folytatta és a nemzetközi kapcsolatok szakon a Zsigmond Király Főiskolán fejezte be.
Takács Nóra Budapesten él, abban a lakásban, amit a videókban is láthatnak a nézők. Többnyire távol tartja magát a média túlzó figyelmétől, nem szívesen nyilatkozik magánéletéről. Kerekasztal beszélgetéseken, adományozásokban, jótékonysági munkákban vesz részt és különösen nagy figyelmet fordít az állatok segítésére. A nyarakat egy kis faluban tölti a Nyírségben, melyet Mesefalunak hív. Ha megkérdezik tőle hol van pontosan, akkor elhárítja a kérdést. " A magánéletemnek semmi köze a tévés praktikákhoz. Mindenkinek nagyon szívesen segítek mindenben, több ezer levélre válaszolok, de a magánéletemet megtartom magamnak és a családomnak."

## Modell pályafutása
Tanulmányai mellett modellként dolgozott, amiben nagy segítségére volt Larion Oscar, vezető sminkes, akivel harmonikus  munkakapcsolatban fejleszthette szépségipari ismereteit, mai napig jó barátok, sokszor dolgoznak együtt.
"Kollégiumban laktam négy lánnyal egy szobában. Ez tökéletes kiképzés volt: az alkalmazkodás minden csínját elsajátítottam, ami később még nagyon jól jött a modellszállásokon. Az egyik szobatársam egyszer úgy döntött, hogy elmegy egy reklámügynökséghez regisztrálni. Én meg gondoltam, elkísérem. Úgy voltam vele, hogy ha bemegyek és levegőnek néznek, akkor tudomásul veszem. Ha viszont látnak bennem valamit, majd csak szólnak. Szóltak is. Így kezdődött minden."-írja Nóra egy, a modell éveiről szóló cikkében.
Először Magyarországon, később a világ több pontján dolgozott, mint modell. Első útja Madridba vezetett, később hónapokat élt Párizsban, Szöulban, Hamburgban, Isztambulban, Milánóban.
"...volt olyan napom, amikor 11 castingot jártam végig Párizsban. Természetesen ilyenkor a címek nem logikai sorrendben követik egymást. Néha egyik külvárosi részből a másikba kell utazni, aztán vissza, majd be a belvárosba és így tovább. Nagyjából egész nap metrózunk. Egy biztos: térképolvasásban mára profi vagyok. Aztán idővel a sok kutyagolás után, a nagy számok törvénye alapján bejön valami és végre kapunk egy jól fizető munkát. Majd következik a feketeleves! A megkeresett napidíjból ugyanis nem túl sok minden marad elszámolás után. Az ügynökség  levonja a saját 20%-át, az anyaügynökség százalékát, az adót és az egyéb költségeket, amiket megelőlegezett nekünk (lakás, repülő, zsebpénz). Tehát összességében, ha az ember nem Kate Moss, akkor azért ez nem egy kincsesbánya. Jól lehet keresni, de ahhoz sokat is kell dolgozni. Munkát szerezni pedig nem könnyű."

## Tévés szereplés
2009-ben egyik milánói útján hívták fel, hogy tévés válogatást tart egy induló csatorna. Nórát több száz jelentkező közül választotta ki az OzoneNetwork időjárás-bemondónak. Két évig dolgozott ebben a munkakörben, majd a műsor megszűnése miatt a Life.hu női portálon folytatta munkáját, ahol elindította a Hogyan legyek jó nő? című sorozatát. A műsorban a saját lakásában apró szépségápolással kapcsolatos praktikákat mutat be a nézőknek. A sorozat 2011. februárjában indult a Life.hu-n, ahol hetente egy videót láthat a közönség. A műsor 2011. novemberétől a TV2 Mokka című reggeli adásaiban is helyet kapott, ahol háromperces gyors tippeket, szépségápolási tanácsokat kaphatnak a nézők Nórától.
" Van egy operatőröm, akivel felvesszük az adásokat a lakásomban és van egy vágó, akivel összevágom a nyersanyagot egy szép kerek történetté. A forgatókönyvet én írom, a témákat én találom ki. Nyilván erről egyeztetek a szerkesztőmmel, főszerkesztőmmel is. Alapvetően azonban szabad kezet kaptam."
A tévés szereplés mellett Takács Nóra kialakított egy közösségi oldalt a Facebookon (Hogyan legyek jó nő?), ahol naponta több tízezren vitatják meg a televíziós adásokban bemutatott szépségápolási praktikákat. 
2012 nyarán megjelent első önálló kiadványa is, 2012 decemberében pedig egy 2013-ra szóló naptár, szépségápolási tanácsokkal, ami azért különleges, mert QR-kód segítségével a hozzá tartozó videót is rögtön meg tudják nézni azok az olvasók, akik okostelefonnal rendelkeznek.
2012 tavaszán a LifeNetwork televízió egyik arca lett, ahol az  Ez zsír!  című, egészséggel és életmóddal foglalkozó beszélgetős műsort vezette 2015 májusig. A televíziós szereplés mellett hetente írt cikkeket a Life.hu női portálra, ahol évek át volt sztárszerző Müller Péter, Szily Nóra társaságában.

## Vous.hu - MÉG IDÉN! kampány
2015 nyarán Nóra saját utakra lépett és társalapítóként elindította a VOUS női portált (www.vous.hu), itt láthatóak új Jónő videói, írásai. 2015 elején a csajos praktikákkal és trükkökkel tarkított videói száma átlépte az 1000-et.
2015 őszén elindította a Nemzeti Egészségfejlesztési Intézettel közösen a Még idén! kampányt, melynek célja az egészséges életmódra való nevelés úgy, hogy az a legkevésbé legyen megterhelő a nézők számára. A Nórától megszokott (és videóiban bemutatott) trükkökkel egy sokkal egészségesebb és tudatosabb életet élhetünk. A kampány során Nóra és Kropkó Péter (ötvenegyszeres IRONMAN és triatlon bajnok) ellátogattak több városba is (Hatvan, Makó, Sarkad, Hódmezővásárhely, Veszprém, Mosonmagyaróvár) előadást tartani az egészséges élet fontosságáról.

## NORIE márka
Takács Nóra NORIE néven saját márkát alapított. 2015 decemberében, majd 2016 áprilisában jelent meg két első terméke, ami a NORIE-BOX nevet kapta. Ez egy ajándékdoboz, tele olyan termékekkel, melyek megdobogtatják a hölgyek szívét. A doboz hihetetlen sikernek örvend.

## Sport
2015 nyarán Nóra lett az IRONGIRL futóverseny arca, a 10 km-es távot 2000 hölggyel közösen teljesítette Budapesten. 2016-ban is Ő a négy napos IRONMAN sporthétvége IRONGIRL futásának arca, azonban idén a táv 6 km-re mérséklődött. Nóra és IRONMAN segítői rendszeresen szerveznek közös felkészítő futásokat a Margit-szigeten, melyen bárki ingyenesen részt vehet (kezdők ugyanúgy, mint profi futók).
Nóra és Szabó András professzionális erőnléti edző keddenként élő Facebook stream tornaórát tartanak minden mozogni vágyó számára Nóra Hogyan legyek jó nő? oldalán, amit már több, mint 200,000-en követnek.

## Művei
- Hogyan legyek jó nő? - Notesz, Art Nouveau Kiadó, Budapest, ISBN 9786155104404
- Hogyan legyek jó nő? - Naptár 2013, Art Nouveau Kiadó, Budapest,  helytelen ISBN kód: 9556204947

## Díjak
- Zsigmond Márta Médiadíj (második helyezés) - 2012
- Glamour Women of the Year 2013 - Az év műsorvezetőnője[8][9]